# Букурош Сейдини

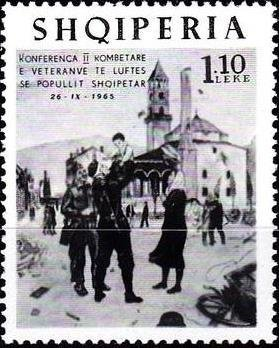
Картина Букуроша Сейдини «Утро 17 ноября 1944 г. в Тиране» (1957) на почтовой марке Албании, 1965 г.

Букурош Сейдини (алб. Bukurosh Sejdini; 28 июля 1916, Эльбасан, Османская империя — 1991) — албанский художник, сценограф
, общественный деятель. «Заслуженный педагог Албании» (Mësues i Merituar, 1969), «Заслуженный художник Албании» (Piktor i merituar, 1979). Почётный гражданин города Эльбасан.

## Биография
Сын юриста. Обучался живописи в Тиране, затем в Румынии в Академии изящных искусств, но из-за политических условий отставил учёбу и продолжил обучение в Академии художеств в Италии. Получил учёную степень и в 1942 году вернулся на родину и до освобождения страны принял активное участие в Народно-освободительной борьбе в Албании. В годы войны несколько раз был арестован и интернирован в Порто-Романо. Там, вместе с соратниками издавал подпольный бюллетень «Shkopi». Букурош Сейдини выполнил графику для первой страницы этого бюллетеня. Был одним из первых партизанских художников-графиков Албании.
После войны работал школьным учителем рисования, в частности, 20 лет в Нормальной школе «Наим Фрашери».
В 1949 году был назначен руководителем отдела изящных искусств Министерства образования и культуры Албании, но работал там ненадолго, и добровольно вернулся в Эльбасан.

## Творчество
Создал серию портретов не только героев войны, но и обычных людей, пейзажей. В 1949 году написал портрет Костандина Кристофориди, ставший одной из первых значительных работ художника. Позже серия его портретов пополнилась портретами Кемаля Стафы и Абдюля Фрашери. Занимался скульптурой.
В 1958 году представлял албанское искусство на выставке в Москве.
За картину «Утро 17 ноября 1944 г. в Тиране» удостоен второй премии на выставке 1957 года. Эта картина была воспроизведена на почтовой открытке и марке и вошла во Французскую энциклопедию, как пример албанской живописи 1950-х годов.
Картины Букуроша Сейдини хранятся в Национальной галерее изобразительных искусств Албании, Национальном историческом музее Албании, Национальном музее оружия в г. Гирокастра, Художественной галерее Эльбасана и в других